# Ron Sanford
Ronald Sanford, detto Ron (New York, 11 giugno 1946), è un ex cestista statunitense, professionista nella ABA e in Europa.

## Carriera
Venne selezionato al Draft NBA 1969 dai Cincinnati Royals al quarto giro con la 51ª scelta. Non firmò con i Royals e giocò una stagione in Italia nella Reyer Venezia. Venne di nuovo scelto al Draft NBA 1970 dai Los Angeles Lakers, al 14º giro con la 212ª scelta. Firmò con i Dallas Chaparrals della ABA, con cui giocò una partita, prima di essere tagliato nel novembre del 1971. Tornò in Europa, in Francia, terminando la stagione al Caen. In seguito giocò per 6 stagioni nel campionato svizzero.

## Palmarès
- Campionato svizzero: 2

Federale Lugano: 1975-1976, 1976-1977